# Théories sur l'assassinat de John F. Kennedy
 (novembre 2008).
Si vous disposez d'ouvrages ou d'articles de référence ou si vous connaissez des sites web de qualité traitant du thème abordé ici, merci de compléter l'article en donnant les références utiles à sa vérifiabilité et en les liant à la section « Notes et références ».
 (novembre 2016).
Améliorez-le ou discutez des points à vérifier. 

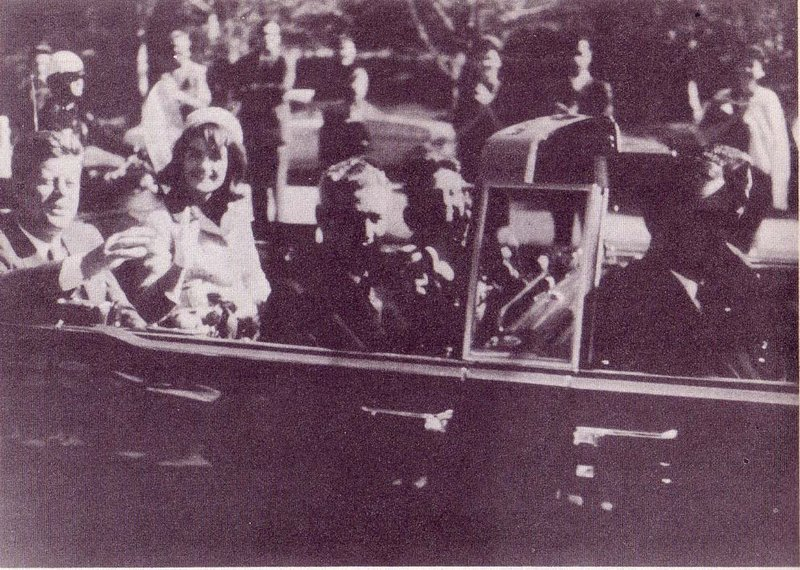
John Fitzgerald Kennedy et son épouse Jacqueline Kennedy dans sa limousine présidentielle à Dallas

Les théories sur l'assassinat de John F. Kennedy sont relatives aux circonstances entourant l'assassinat du président Kennedy le 22 novembre 1963 à Dallas. La grande majorité de ces théories sont basées sur des explications conspirationnistes de l'assassinat, en opposition avec les conclusions du rapport de la commission Warren, qui a conclu que Lee Harvey Oswald, est le seul responsable du meurtre commis à Dallas. Les théoriciens du complot estiment que l'assassinat du Président — et peut-être celui de son assassin — résultent de complots mis en place par des groupes en ayant à la fois les moyens et les motifs. Certaines des théories sont compatibles entre elles, d'autres sont exclusives les unes des autres ; cependant, toutes rejettent, à un degré ou un autre, les conclusions de la Commission Warren. Parmi les autres théories, certaines concernent les circonstances de l'autopsie, notamment sur l'éventualité de destruction de preuves, d'autres affirment que le film Zapruder montrant l'assassinat en direct a été falsifié, d'autres font un lien entre la mort de témoins de l'assassinat et l’événement.
En 1979, le Comité restreint de la Chambre sur les assassinats (House Select Committee on Assassinations), tout en affirmant la culpabilité d'Oswald, a conclu que le président Kennedy avait été « probablement assassiné à la suite d'une conspiration ».
Des sondages effectués au début des années 2000 ont indiqué qu'environ 20 % des citoyens des États-Unis d'Amérique croient qu'Oswald a agi seul, et que donc environ 80 % d'entre eux croient à une forme de conspiration. L'expression de coup d'État est également utilisée.
Il est à noter que certaines de ces théories ne sont pas toujours le fait de personnes désintéressées. Le KGB soviétique est notamment largement soupçonné d'avoir lancé et alimenté certaines de ces théories dès 1964 à des fins de déstabilisation et en vue de porter le discrédit sur son principal ennemi qu'est l'État américain, et particulièrement la CIA qui fut l'adversaire direct des services soviétiques,.

## Éléments historiques
Cet assassinat et le rapport de la Commission Warren rendu public en septembre 1964, ont nourri immédiatement de multiples thèses complotistes qui ont été d'abord médiatisées en Europe, par exemple en France avec Léo Sauvage, et plus précisément au Royaume-Uni où notamment Bertrand Russell compare le cas de Lee Harvey Oswald avec l'affaire Dreyfus. Dans les années 1966-1967, une poignée de citoyens et journalistes américains (Penn Jones (en), Mark Lane, Josiah Thompson (en), Richard Popkin, Sylvia Meagher (de), Edward Jay Epstein, Harold Weisberg (en), Bernard Fensterwald (en)…) correspondant entre eux, critiquent le rapport Warren qui cacherait selon eux la vérité et diffusent des rumeurs selon lesquelles des agences gouvernementales (CIA, FBI…) réduiraient au silence des témoins directs ou indirects de la mort de JFK. Ils remettent en cause la théorie de la balle unique, le rapport d'autopsie (en) et les interprétations du film Zapruder . La plupart de ces auteurs de théories du complot viennent de la gauche radicale américaine (en) et sont des victimes directes du maccarthysme ou ont défendu des victimes du maccarthysme, période de l'histoire américaine marquée par les attaques des républicains contre les démocrates de gauche accusés de corruption et de faiblesse à l'égard du communisme.
Dans les décennies suivantes, l'assassinat a donné lieu à une production littéraire pléthorique dans laquelle une communauté de Warren report critics (« critiques du rapport Waren ») amateurs et professionnels développent des thèses complotistes contradictoires qui incriminent une multitude de participants opposés les uns aux autres. « La liste des suspects est donc apparemment infinie : les auteurs ont accusé la CIA, le FBI, les renégats des agences, les services secrets, la police de Dallas, les exilés cubains, la mafia, les millionnaires du pétrole de Dallas (en), les texans d'extrême droite (en), les sympathisants de gauche, les mafias corses, le Président Johnson, J. Edgar Hoover, Jimmy Hoffa, le complexe militaro-industriel, le cartel international des banques, les trois clochards (en) arrêtés à Dealey Plaza juste après les tirs, et à peu près toutes les combinaisons possibles de ces différents groupes ».
Enfin, depuis le tournant du XXe siècle, « les théories du complot éparses entourant la mort de JFK ont connu une hybridation typique des mythes conspirationnistes modernes en ceci qu'elles ont croisé les thèses ufologiques. Aussi, les conspirationnistes Jim Marrs et Whitley Strieber émettent la thèse selon laquelle JFK a été assassiné afin de l'empêcher de révéler publiquement dans son discours du 22 Novembre 1963 la présence d'entités extraterrestres sur notre planète et que les débris [ de Roswell ] récupérés en 1947 correspondaient en réalité aux restes d'un crash d'un vaisseau spatial ».
Vincent Bugliosi, dans Reclaiming History (en) publié en 2007, recense une centaine de théories, liste 214 personnes qui seraient impliquées dans le magnicide, et 82 présumés assassins autres qu'Oswald.
En 2013, cinquante ans après l'assassinat de Kennedy, 59 % des Américains continuent de penser qu'il est le résultat d'une conspiration.
En 2024, Donald Trump s'engage à déclassifier les documents restants relatifs à l'assassinat de J.F. Kennedy en cas de retour au pouvoir, certains documents étant restés secrets lors de sa présidence précédente en raison de pressions de la CIA et du FBI, malgré une promesse similaire.

## Théories principales de la conspiration
Les chercheurs affirmant l'existence d'une conspiration se basent soit sur un examen critique des éléments matériels de l'affaire, parfois avec des outils plus modernes que ceux disponibles à l'époque de la Commission, soit sur un examen critique des actions des protagonistes, pour conclure qu'une conspiration est possible, vraisemblable ou certaine. Parmi les éléments ayant été présentés comme des indices de la conspiration, sont relevés les points suivants :

### Lee Harvey Oswald
Le fait que Lee Harvey Oswald, en tant que seul et unique membre du comité Fair Play for Cuba, a travaillé sous la direction de Guy Banister, membre de l'extrême droite, ancien du F.B.I. et de la Marine, financé par la C.I.A. pour les opérations anti-castristes et par le F.B.I. pour les actions anti-communistes. Il entraînait les anti-castristes, eux-mêmes formés militairement par la C.I.A., à l'infiltration des milieux pro-castristes,.
Dans le carnet d'adresses d'Oswald figuraient plusieurs adresses d'activistes anti-castristes. La secrétaire de Guy Banister témoigna que ce dernier avait déclaré à propos de Lee Harvey Oswald : « Ne vous en faites pas pour lui, c'est un associé du bureau. »
L'action pro-communiste affichée de Lee Harvey Oswald, au sein même du quartier du renseignement au sein de la Nouvelle Orléans, avec les antennes du F.B.I., de la C.I.A et de l'O.N.I. (les services secrets de la Marine), n’entraîna aucune réaction, enquête ou surveillance, en pleine période anti-communiste des États-Unis et de lutte contre le régime de Fidel Castro à La Havane.
Les droits d'Oswald ne furent pas respectés au cours de sa garde à vue et notamment celui de disposer d'un avocat. Les autorités texanes repoussèrent toutes les propositions d'avocat. Or, présenté à minuit le 23 novembre 1963 à la presse, Oswald déclara : « (...) je demande que quelqu'un vienne me donner une assistance légale ».
Le dossier militaire d'Oswald a été détruit en 1973, officiellement à la suite d'un « nettoyage de routine ». Ce fait fut découvert par le H.S.C.A. lorsqu'il en demanda la copie. Le dossier a été partiellement communiqué à la Commission Warren mais non au H.S.C.A..
La photo d'Oswald avec un Carcano et un journal communiste à la main, qu'Oswald lui-même qualifia de photomontage, est suspecte. Des experts de Scotland Yard et de la police canadienne noteront des anomalies : la photo a officiellement été prise au mois de mars, mais la végétation ne correspond pas ; de plus, les ombres du nez et de la silhouette d'Oswald n'ont pas le même angle, le journal n'est pas à l'échelle de son corps, la forme du menton ne correspond pas à celui du suspect et le poignet droit présente une excroissance osseuse que n'avait pas Oswald.
En 1975, une lettre écrite par Lee Harvey Oswald fut envoyée depuis Mexico au chercheur Rose Penn. Datée du 8 novembre 1963, et destinée à un certain Mr. Hunt, elle indiquait qu'Oswald souhaitait obtenir des informations sur sa situation et souhaitait qu'aucune étape ne soit franchie par lui-même ou une quelconque autre personne.[pas clair]
Lors d'une perquisition le 22 novembre 1963 dans le garage de Ruth Paine, chez qui logeaient l'épouse et la fille d'Oswald à Irving, les policiers de Dallas découvrirent, parmi les affaires de Lee Harvey Oswald, un appareil photo Minox portant un numéro de série non public ; cet appareil était alors très prisé au sein des services secrets pour les activités d'espionnage. Les policiers auraient subi les pressions des agents du F.B.I. pour faire disparaître la mention de cet appareil de leur rapport, ou que le modèle soit modifié. Ces faits furent révélés par le Dallas Morning News en 1978.
En 1977, à la suite de l'entrée en vigueur de la loi sur la liberté de l'information, la C.I.A. dut reconnaître détenir dans ses archives un dossier dit « 201 » sur Lee Harvey Oswald, un tel dossier signifiant que la personne concernée est habilitée à exercer des activités d'espionnage et d'infiltration. Ce fait fut communiqué en 1978 lors de l'enquête du H.S.C.A., qui demanda à avoir accès au dossier, mais celui-ci parvint vide au comité, alors qu'il aurait dû contenir une trentaine de documents,. En outre, un ancien agent de la C.I.A. a indiqué qu'Oswald était rémunéré par celle-ci depuis son passage sur la base d'Atsugi au Japon. Victor Marchetti, dont l'ouvrage sur la C.I.A. fut partiellement censuré à sa sortie, indiqua : « Concrètement, si Oswald avait un dossier 201, c'est qu'il était agent. »
De même, les enregistrements des conversations téléphoniques d'Oswald au consulat soviétique, faits par la C.I.A. et datant d'octobre 1963, ont été détruits lors d'un « nettoyage de routine » peu avant l'ouverture de l'enquête du H.S.C.A. en 1978. Des photos de la caméra de la C.I.A., présentées comme preuves, montraient un homme se faisant passer pour Oswald, afin semble-t-il de le piéger.[pas clair] Plusieurs personnes, dont un employé de l'ambassade du Mexique et une particulière[Qui ?], assurent avoir rencontré un autre Lee Harvey Oswald plus âgé  (35 ans)et à la voix différente de celui qu'ils virent et entendirent nier sa culpabilité à la télévision après son arrestation le 23 novembre 1963. [pas clair]

### Jack Ruby
Au cours de la conférence de presse du procureur Wade le 23 novembre 1963, Jack Ruby, propriétaire du night-club Le Carrousel et futur assassin d'Oswald, intervient pour corriger le nom du groupuscule pro-castriste Fair Play for Cuba, dirigé par Oswald et dont il était le seul et unique membre. La Commission Warren ne demande ni enquête ni éclaircissement à ce sujet.

### Témoins de l'assassinat
La mise à l'écart par la Commission Warren de tous les témoignages indiquant, selon les cas : plus de trois coups de feu ; la présence de tireurs ailleurs que dans le Texas School Book Depository, et notamment sur le Grassy Knoll (Abraham Zapruder et 12 autres personnes témoignèrent qu'un des tirs ne provenait pas du dépôt de livres) ; la présence de complices ; l'odeur de poudre (sénateur Ralph Yarborough) ; la présence de lumière et de fumée derrière la barrière de bois juste après les tirs (témoignage de Lee Bowers).
C'est notamment le cas du témoignage du Sheriff Robert Craig qui déclara avoir vu Lee Harvey Oswald sortir du Texas Book Depository et monter dans un véhicule de type break de couleur beige avec trois autres hommes à son bord avant de prendre la fuite, conduit par un homme d'origine sud-américaine. Son témoignage ne fut pas retenu par la Commission Warren et il dut quitter les forces de l'ordre. J.C. Price, Sam Holland, James Altgen et Seymour Weitzman témoignèrent également de la présence d'hommes derrière la barrière en bois. Le Sherif Decker, juste après les tirs, donna ordre à ses agents d'investir la butte gazonnée. Un nombre important de témoins coururent également dans cette direction.
A également été mentionnée, la présence sur le lieu de l'attentat de personnes dont l'identité n'a jamais fait l'objet d'enquête.

### Sécurité du président
La sécurité du président à Dallas, plus réduite que d'ordinaire, notamment le fait qu'aucun agent du Service Secret n'entourait la limousine, et que les mesures de sécurité pour une apparition publique du président, d'ordinaire très draconiennes (fenêtres fermées, tireurs d'élite sur les toits) n'aient pas été appliquées. De même, le code du Secret Service fut enfreint puisqu'il interdisait les virages à plus de 120° (maximum 90°) afin d'éviter de ralentir le véhicule et de faire des passagers des cibles plus facilement accessibles. Enfin, une unité de l'armée fut maintenue au repos alors qu'elle aurait dû renforcer le dispositif de sécurité présidentiel.
Alertés par des coups de feu, les premiers policiers qui arrivèrent sur le Grassy Knoll, comme l'agent Joe Smith et son adjoint, se heurtèrent à une personne exhibant une carte du Service Secret. Le Service Secret a affirmé n'avoir déployé aucun personnel sur cette zone,.

### Arme de l'assassinat
Les shérifs fédéraux Roger Craig, Eugene Boone et Seymour Weitzman sont les premiers à découvrir l'arme cachée dans le coin nord-ouest du cinquième étage. Pour Weitzman, ayant tenu une armurerie pendant près de vingt ans, l'arme est facilement identifiable. Il a fait une déclaration sous serment concernant cette dernière le 23 novembre 1963. Ainsi, dans leurs rapports, ainsi que lors de deux conférences de presse dans l'après-midi du 22 novembre dont celle du procureur Wade, les shérifs mentionnent un Mauser Gewehr 43 calibre 7,65 mm, une arme de tir allemande puissante et de très haute précision. Cette information figure dans le rapport Warren. Le Mauser disparut après avoir été confié au capitaine Fritz.
Les empreintes digitales d'Oswald sur le Carcano ne furent pas détectées lors d'une première analyse le 22 novembre à Dallas, ni le 23 novembre à Washington au siège du F.B.I. où l'arme avait été envoyée pour un complément d'analyse. Elles apparurent le surlendemain quand l'arme se trouvait au siège du F.B.I. pour analyse.[pas clair] Il est à noter que le préparateur funéraire d'Oswald a été interrompu par des agents fédéraux venus relever les empreintes du cadavre.

### Autopsie du président
Lors de l'arrivée à Bethesda, Mme Kennedy remit aux praticiens un morceau de matière cervicale en provenance de la blessure de son époux. Le témoignage de Jackie Kennedy sur les blessures de son mari n'a pas été intégré dans le rapport, si ce n'est la mention : « référence aux blessures supprimées ».[pas clair] Ce témoignage ne devrait être connu qu'en 2039, à l'issue de la période de 75 ans imposée par la commission Warren.
A également été mentionné, le fait que le corps de Kennedy ait été emporté à Washington pour procéder à l'autopsie, ce qui n'est pas conforme aux lois du Texas. En 1963, l'assassinat d'un président n'était pas un crime fédéral et relevait de l'État fédéré dans lequel se produisait l'événement.
Les praticiens qui réalisèrent l'autopsie n'avaient pas pratiqué depuis plusieurs années, et le firent sous la direction des militaires sur la base navale de Bethesda. Ils n'eurent pas la possibilité d'effectuer toutes les analyses (recherche des trajectoires des balles, correspondance des trous d'entrée sur les vêtements) et durent suivre les ordres des officiers présents. En 1978, le H.S.C.A. estima que les trois praticiens avaient une expérience et une pratique insuffisante pour pratiquer l'examen de blessures par armes à feu.
Le Dr. James Humes, pathologiste qui dirigea l'autopsie et rédigea le rapport final détruisit toutes les notes initiales prises in situ.
La commission Warren a notifié qu'il n'était pas nécessaire de rechercher l'origine exacte des blessures du gouverneur Connaly, malgré l'existence d'un rapport du F.B.I. indiquant la présence de deux balles distinctes, ouvrant la porte à la « théorie de la balle magique » imposée par le conseiller Arlen Specter.
Le 23 novembre 1963, William Harper, étudiant en médecine, découvrit un morceau du crâne du président à l'arrière-gauche de l'emplacement ou se trouvait la limousine au moment du tir fatal. Photographié et mesuré, le morceau fut identifié par le Dr. Cairn, légiste à Dallas, comme un morceau d'occiput. Le F.B.I. reçut l'ordre[précision nécessaire] de n'en faire aucune publicité.
Au cours de l'autopsie, une quatrième balle fut remise aux agents O'Neil et Sibert du F.B.I. ; cet élément de preuve balistique, disparu depuis, a été révélé en 1969.
La commission Warren ne demanda pas à avoir accès aux photos de l'autopsie et se contenta des dessins reproduits par le F.B.I..

### Films et photos de l'assassinat
À l'examen du film de Zapruder, on pourrait supposer que le coup de feu qui a frappé Kennedy à la tête est venu de l'avant, car sa tête recule lors de l'impact. Des théoriciens soulignent aussi le grand nombre de médecins et d'infirmières à l'hôpital Parkland, ainsi que d'autres[Qui ?], qui ont déclaré que la majeure partie de l'arrière de la tête du président avait été soufflée par l'impact, ce qui suggère fortement qu'il a été frappé par l'avant, . Cela conduit à supputer qu'il y avait un autre tireur situé sur le monticule herbeux à l'avant-droit du président. En outre, cette hypothèse serait corroborée par la découverte, le 23 novembre 1963, par William Harper, étudiant en médecine, d'un morceau du crâne du président à l'arrière gauche de l'emplacement où se trouvait la limousine au moment du tir fatal (voir supra).
Le Secret Service a réquisitionné le cliché de Mary Ann Morman montrant le Texas School Book Depository quelques secondes avant l'attentat ; celui-ci n'a jamais été rendu public fut également endommagé dans les laboratoires du FBI.
Le F.B.I a également dissimulé les photos et le film de Charles L. Bronson montrant les fenêtres du 5e étage, où certains témoignages ont rapporté la présence de deux personnes avant les tirs. Le film d'Orville Nix montrant la scène de la fusillade d'une perspective opposée à celle d'Abraham Zapruder, et permettant de détecter des mouvements derrière la barrière en bois du Grassy Knoll.
Lors de l'impression des images montrant le coup à la tête issues du film de Zapruder, les no 314 et 315 furent inversées par le F.B.I., faisant croire que le corps du président était projeté vers l'avant. J Edgar Hoover, invoqua une erreur matérielle.

### Preuves balistiques
La théorie de la balle unique, une des pierres d'achoppement des conclusions de la Commission Warren, est jugée non crédible. En effet, des essais de tirs effectués par le F.B.I. en 1963 sur des cadavres d'animaux donnèrent systématiquement des résultats de balles déformées et/ou compressées. En outre, le gouverneur Connally a toujours affirmé avoir été frappé par une autre balle que la première ayant touché le président au cou. Enfin, sur les films de l'assassinat, un délai de deux secondes s'écoule entre le moment où John F. Kennedy porte les mains à son cou et celui où le gouverneur Connally s'effondre touché à son tour par une balle.
Au Parkland Hospital, il fut déclaré qu'une fois l'état de santé du gouverneur stabilisé, il resterait une balle à extraire de sa cuisse. Or, selon la Commission Warren, la « balle magique » n° CE 399 était déjà sortie et reposait sur un brancard.
À 12 h 40, un agent présenté comme membre du F.B.I. a été photographié en train de prélever ce qui s'apparente à une balle dans l'herbe.
Au cours de l'autopsie, pratiquée le 22 novembre 1963 à partir de 20H00 au Bethesda Naval Hospital et réalisée par les médecins militaires non libres de leurs mouvements et sous la direction des officiers présents une quatrième balle fut remise aux agents O'Neil et Sibert du F.B.I. (voir supra).

### Lieux de l'assassinat
Le dernier employé à avoir quitté le cinquième étage du Texas School Book Depository est sorti du bâtiment entre 12 h 15 et 12 h 20. Afin de construire le mur de cartons autour de la fenêtre, Oswald n'aurait eu que quelques minutes pour déplacer 43 boites totalisant plus d'une tonne, le tout en ne laissant que deux empreintes sur l'ensemble des boites, parmi celles d'une dizaine d'employés du Depository qui ne furent pourtant jamais soupçonnés du meurtre. À noter que la commission Warren a estimé qu'Oswald ne portait pas de gants.
La Dealey Plaza ne fut même pas fermée afin de permettre à l'enquête de se faire dans les meilleures conditions.

### Éléments de preuves négligés ou disparus
Des événements ultérieurs ont démontré que les agences gouvernementales, la police de Dallas, le Secret Service, le F.B.I. et la C.I.A. avaient dissimulé des informations, altéré ou détruit des preuves, fait pression sur des témoins et délibérément menti.
Le 23 novembre 1963, un étudiant en médecine, William Harper, découvrit sur Dealey Plaza, un morceau du crâne du président situé à l'arrière gauche par rapport à la position de la limousine présidentielle au moment du coup de feu fatal à la tête. Il le fit examiner par le professeur et médecin légiste, le docteur Cairns qui détermina qu'il s'agissait d'un morceau d'Occiput. Le praticien le mesura et le photographia avant d'informer le FBI, le 25 novembre 1963. Celui-ci reçut l'instruction formelle de ne faire aucune publicité à ce sujet. Ce fut l'attorney général, Robert Kennedy, qui informé par un courrier du docteur Cairns qui avait photographié le morceau d'os, le transmit à la Commission Warren qui n'en avait pas été informée et ce qui permit à cette dernière d'interroger le praticien. Celui-ci confirma qu'il avait bien examiné un morceau d'occiput.
Mary Moorman qui photographiait la parade présidentielle fit plusieurs clichés avec son Polaroïd au moment de son passage devant la butte gazonnée. Ses six photos lui furent confisquées par les autorités. Elles lui furent restituées mais les deux qui montraient le mieux à l'arrière plan la butte gazonnée, lui furent rendues mutilées.
À la suite du tir, la limousine présidentielle a été entièrement nettoyée et réparée. Cette opération fut réalisée en avril 1964, et les différentes preuves balistiques démontées notamment les impacts de balles sur le pare-brise et le pare-soleil furent définitivement perdues, interdisant toute possibilité d'examen ultérieur.
Le film d'Orville Nix qui filma la scène de tir le 22 novembre 1963 d'un angle opposé à celui d'Abraham Zapruder et complémentaire à ce dernier, fut endommagé durant son développement dans les laboratoires du F.B.I. Le film original, dont des copies restaurée sont disponibles, a été depuis égaré et reste introuvable à ce jour.
Lors de son témoignage devant la Commission Warren, le 5 juin 1964, Mme Kennedy qui avait tenté de maintenir les matières cervicales à l'intérieur du crâne de son époux après l'avoir posé sur ses genoux après les tirs, voulut également témoigner à ce sujet en présence du président de la cour Earl Warren et du conseiller Rankin qui ne voulaient pas l'interroger à ce sujet. Sa description volontaire des blessures de son époux a été remplacée par la mention : "référence aux blessures supprimée". La description intégrale donnée par Mme Kennedy ne pourra être connue qu'en 2039 à l'expiration d'un délai de 75 ans instauré par la Commission Warren pour des raisons de Sécurité Nationale.
Le Dr. Humes détruisit toutes ses notes d'autopsie dans sa cheminée ce qu'il reconnut lors de son audition devant le House Selected Committee on Assassinations (ou HSCA) constitué de 1976 à 1978 pour reprendre l'enquête sur les assassinats de John Fitzgerald Kennedy et Martin Luther King à la suite du grave scandale du Watergate et des révélations en cascade sur le agissements illégaux des agences fédérales de renseignements au cours des années 1960 et 1970 aux États-Unis. Il fut révélé par la Commission Church de 1975 à 1976 que la CIA, fondée en 1947 et qui avait l'interdiction formelle d'intervenir sur le territoire des États-Unis, avait violé à de nombreuses reprises cette règle en fichant notamment des opposants à la guerre du Vietnam. La Commission révéla également le programme d'écoutes illégales Intelpro du FBI. Elle aboutit dans son enquête sur l'assassinat de John F. Kennedy à la déficience des enquêtes menées par les agences fédérales.
Globalement, le HSCA a confirmé et officialisé plusieurs résultats obtenus par les enquêteurs indépendants sur l'affaire Kennedy comme le procureur de la Nouvelle Orléans, Jim Garrison, et notamment la présence d'éléments et d'entités et/ou de personnes liées directement à la sphère des services de renseignements. Le comité a également prouvé que la CIA n'a pas véritablement coopéré. Elle possédait sur Lee Harvey Oswald, un dossier portant la cote 201 indiquant que soit la personne présentait un intérêt dans le cadre d'une surveillance ou bien travaillait pour la centrale de renseignements. Le dossier, gardé secret durant 15 ans par la CIA, fut transmis au HSCA. Ce dernier constata qu'il était quasiment vide, alors qu'il aurait dû contenir une dizaine de documents.
Le HSCA, demanda à consulter le dossier de Lee Harvey Oswald aux Services Secrets de la Marine, l'Office National Intelligence ou ONI : il dut en constater la destruction effectuée officiellement par routine.
Le cerveau du président a disparu. Ce fait fut constaté en 1971 par le praticien Cyril Wecht, alors président de l'Académie américaine de médecine légale. Il fut révélé par la suite que cet organe, qui aurait permis de connaitre l'origine des tirs, était manquant dès 1966.
Des photos de l'autopsie ont disparu. Le photographe John Thomas Stringer, présent pendant l'autopsie, a notamment indiqué que sur l'ensemble des photos présentes, certaines n'étaient pas de lui et plusieurs avaient disparu, notamment les photos du torse du président.
Les dossiers saisis dans le bureau de Guy Banister, représentant des opérations illégales et clandestines de la C.I.A. sur le sol des États-Unis, et directeur d'Oswald à la Nouvelle Orléans, ont été saisis à sa mort en 1964 par les agences gouvernementales. Le H.S.C.A. a affirmé qu'ils avaient été détruits avant son enquête de 1978.
En 1976, il a été révélé que le rapport d'enquête classé confidentiel par le F.B.I. concernant David Ferrie, qui avait travaillé de manière extrêmement étroite avec Guy Banister et Lee Harvey Oswald, avait été perdu. L'appartenance de David Ferrie à la C.I.A. en tant qu'agent secret a été confirmée en 1975.

## Commanditaires ou bénéficiaires présumés des différentes théories du complot
Les personnes ou groupes de personnes suivants ont été accusés d'avoir été à la source d'une conspiration :
Les milieux financiers des États-Unis, car le 4 juin 1963, Kennedy autorisa l'émission de nouveaux United States Notes adossés aux réserves d'argent du gouvernement fédéral, et quelque 4 milliards de dollars en petites coupures furent émis, menaçant le monopole d'émission de monnaie de la Réserve Fédérale et de ses actionnaires privés,.
Le vice-président Lyndon B. Johnson, qui aurait organisé l'assassinat ou y aurait participé. Johnson est une des personnes qui avaient le plus à gagner de la mort du président, puisque celle-ci faisait de lui le nouveau président. Johnson est parfois décrit comme un homme aux abois avant l'assassinat : Kennedy aurait envisagé de ne plus le prendre comme candidat vice-président pour les élections de 1964, notamment à cause des enquêtes criminelles le visant (pour trafic d'influence, détournement de fonds, blanchiment d'argent et corruption), qui s'arrêtèrent ou furent abandonnées une fois Johnson devenu président. Autre argument en faveur de cette thèse : Johnson était originaire du Texas, l'État où a été assassiné J.F.K. ; toutes les affaires dans lesquelles il était impliqué de près ou de loin avaient pour théâtre le Texas ou les États adjacents (Nouveau Mexique notamment). Selon ces thèses, Johnson n'était peut-être pas le conspirateur du début à la fin de l'opération, mais il est possible qu'il se soit entendu avec l'extrême droite sudiste, la mafia et la C.I.A. pour leur permettre d'assassiner le président (rôle de la mafia) et d'étouffer l'affaire (rôle de la C.I.A. et surtout d'Allen Dulles). La thèse d'un complot avec à sa tête Johnson est étayée par des témoignages inédits, documents secrets et enregistrements clandestins évoqués dans un documentaire de 2003 réalisé par William Reymond et Bernard Nicolas, dans lequel est identifié un second tueur, nommé Malcolm Wallace. Cette thèse est également détaillée dans le livre best-seller de Barr McClellan (en) paru en 2003, Blood, Money & Power: How LBJ Killed JFK, ainsi que dans celui de William Reymond, paru en 2004, JFK : autopsie d'un crime d'État. La thèse de Michael Collins Piper dans Final Judgment cite Lyndon B. Johnson comme participant à la conjuration, sans en être le centre. Enfin, un rapport français, issu d'une enquête de deux officiers (dont André Ducret) avec l'accord de Charles de Gaulle, montre de forts soupçons quant à Lyndon B. Johnson.
Le « complexe militaro-industriel des États-Unis », qui se préparait à une escalade du conflit au Viêt Nam et qui savait que le président avait envisagé le retrait des troupes des États-Unis présentes au Viêt Nam.
La C.I.A., ou des agents hors de contrôle de la C.I.A en lien avec le Crime Organisé, qui auraient tué Kennedy pour diverses raisons. D'une part, pour son manque de soutien au débarquement de la baie des Cochons et d'autre part pour diverses menaces que l'administration Kennedy faisait peser sur l'indépendance de l'agence. Kennedy aurait déclaré en privé que la C.I.A. l'avait manipulé pour qu'il donne l'ordre d'envahir Cuba. Il prévoyait à terme de réunir sous la direction de son frère, Robert Kennedy, la CIA et le FBI au sein d'une agence unique de renseignement pour mieux la contrôler. Néanmoins, les Kennedy projetaient en parallèle toujours la mort de Fidel Castro du moins jusqu'à la grave crise des missiles d'octobre 1962 qui leur fit alors prendre conscience et mesurer aux deux parties engagées, les États-Unis et l'URSS, les immenses et incalculables risques d'une escalade nucléaire. La diplomatie devait l'emporter sur l'action clandestine et non l'inverse avec l'invasion ratée de la Baie des cochons. Un ralentissement puis un arrêt des opérations clandestines à l'encontre de Cuba fut ordonné par la Maison Blanche avec la fermeture par le F.B.I à l'été 1963 des camps d'entrainement des exilés anti-castristes. Ce qui contribua à braquer contre la Maison Blanche, les agents des services secrets les plus impliqués dans la lutte contre le communisme. D'autre part, Allen Dulles, le directeur historique de la C.I.A, avait été renvoyé par Kennedy après le fiasco de la baie des Cochons en avril 1961, et Dulles aurait cherché à se venger. Il a été nommé par Lyndon B.Johnson à la Commission Warren chargée de faire en principe toute la lumière sur l'assassinat et ce, en raison de ses liens avec son ancienne administration.
L'extrême droite des États-Unis d'Amérique aurait tué Kennedy. Ces milieux trouvaient Kennedy trop doux avec Cuba, et trop conciliant avec l'U.R.S.S. en acceptant le dialogue avec Khrouchtchev et ce, en pleine guerre froide au sein de l'organisation de l'ONU, trop progressiste avec les afro américains notamment avec le soutien à Martin Luther King et aux droits civiques dans le Sud ou la ségrégation demeurait la règle. Le jour même de l'arrivée de J.F.K. à Dallas, le 22 novembre 1963, il est nécessaire de signaler que des activistes de l'extrême droite affiliée au KKK distribuaient des tracts anti-Kennedy intitulés « Recherché pour Haute Trahison » Quelques semaines plus tôt, le 24 octobre 1963, de passage à Dallas, le représentant des États-Unis à l'ONU, Adlai Stevenson, fut agressé par des forces d'extrême-droite agissant sous l'autorité du général Edwin Walker, qui l'accusaient de travailler pour le communisme international. Kennedy venait de recevoir à la Maison-Blanche le maréchal Tito.
La pègre de Chicago aurait assassiné le président (ainsi que son frère, Robert Kennedy, en 1968) en raison des menaces que l'administration Kennedy faisait peser sur le crime organisé. Le gouvernement voulait faire arrêter Jimmy Hoffa, le président du tout puissant syndicat des camionneurs qui participait au blanchiment d'argent de la mafia italo-américaine de Chicago, à travers un complexe système utilisant l'argent de la caisse de retraite des Teamsters. En parallèle, sous la présidence de John Fitzgerald Kennedy, un renforcement de la lutte contre le crime organisé fut intensifiée par Robert F. Kennedy qui n'hésita pas à court-circuiter J Edgar Hoover, le tout puissant et tutélaire directeur du F.B.I en place depuis 1924. Le nombre de poursuites notamment fiscales contre les membres de l'organisation criminelle s'élevèrent à plus de 2 000 de 1960 à 1962. Carlos Marcello, le parrain de la Nouvelle Orléans, avait été expulsé violemment en dehors du territoire des États-Unis en Mars 1961. Selon cette thèse, c'est Sam Giancana, boss de l'Outfit à l'époque qui aurait fait tuer, en lien avec Carlos Marcello et Santo Trafficante, l'ex parrain de Cuba, les frères Kennedy. De plus, John F. Kennedy n'avait pas payé sa dette envers la mafia pour son aide lors des élections de 1960 à Chicago. Dans son livre, Contract on America, David Scheim apporte les preuves que les parrains la mafia Carlos Marcello, Santo Trafficante Junior et Jimmy Hoffa ont commandité l'assassinat du Président Kennedy. Scheim mentionne notamment une multiplication par 25 du nombre des appels téléphoniques hors-Etat passés par Jack Ruby à des associés de ces patrons du crime dans les mois ayant précédé l'assassinat et à une tentative de confession de Jack Ruby lors de son incarcération. David E. Kaiser insiste aussi sur le rôle des organisations criminelles (mob en argot américain) dans son livre, The Road to Dallas. Il fut par ailleurs démontré que la mafia avait collaboré avec la C.I.A. dans le cadre de tentatives d'assassinat de Fidel Castro et que celle-ci avait donc également un intérêt particulier à l'égard de Cuba. En effet, avant la chute de Battista, l'île et plus particulièrement sa capitale La Havane, était devenue sous la férule de Meyer Lansky et de Lucky Luciano, une plaque tournante du blanchiment d'argent de la mafia italo-américaine. L'arrivée au pouvoir de Castro, qui mit fin à cet état de fait avec la fermeture des lieux de prostitutions, de trafic de stupéfiants et des casinos, fut considérée comme la déroute la plus coûteuse de l'histoire de l'organisation criminelle de l'ordre de 100 à 200 millions de dollars annuels en 1959 soit 900 millions de dollars en 1963 . Enfin, il est nécessaire de souligner que John F. Kennedy et Giancana avaient une maîtresse commune, Judith Campbell. Celle-ci entama une liaison avec le président, qui dura jusqu'à l'été 1962 ou le président mis fin à la relation sous la pression du F.B.I en raison des risques pour la sécurité nationale, tout en étant parallèlement la compagne de Giancana. Les liaisons Campbell-Kennedy-Giancana sont citées publiquement pour la première fois en 1975 dans son ouvrage "My story". Judith Campbell en profita pour expliquer sa théorie sur l'assassinat de Kennedy. Selon elle, Kennedy fut assassiné par la mafia de Chicago, plus précisément par Sam Giancana qui fit jouer ses connexions avec la CIA dont les intérêts croisés notamment au sujet de Cuba s'étaient intensifiés depuis 1959. John F. Kennedy et le clan Kennedy, notamment au travers de son père Joe Kennedy qui avait fortune dans la prohibition, se voyaient reprocher d'avoir utilisé la mafia pour être élu président ; puis de l'avoir abandonnée en lui déclarant une guerre totale .
Des exilés cubains anti-castristes, entraînés par la C.I.A. et travaillant sous ses ordres et en lien avec le crime organisé, auraient tué Kennedy également en raison de la crise de la baie de Cochons et du manque de soutien de l’administration aux actions contre Castro. Ils avaient également partie liée avec l'extrême droite. Tous en voulaient à Kennedy du fait que, dans sa politique de dialogue avec l'U.R.S.S., pendant la crise des missiles en octobre 1962, le Président ait engagé officiellement son pays à ne jamais envahir Cuba. En décembre 1962 le président des États-Unis négocie avec Fidel Cstro un dédommagement pour le retour des prisonniers anticastristes aux États-Unis. Ceux-ci reviennent donc nombreux sur le sol américain, rendus triplement amers par le souvenir de l'abandon d'avril 1961, par la promesse de Kennedy à Khrouchtchev et par le fait d'avoir servi de monnaie d'échange entre Kennedy et Castro.
Fidel Castro, qui aurait pu vouloir se venger des multiples tentatives du gouvernement des États-Unis de le renverser ou de l'assassiner. Certains, estimant que cette hypothèse est démentie par l'existence de contacts secrets entre Kennedy et Castro à partir de septembre 1963, analysent cette hypothèse comme une tentative, par la mafia, de détourner l'attention. L'hypothèse selon laquelle Castro aurait voulu assassiner J.F.K. est peu probable, puisque lors de la crise de la baie des Cochons, c'est Kennedy qui avait empêché l'U.S. Air Force de bombarder Cuba (à la grande fureur de la C.I.A. et également de l'État-major de l'armée des États-Unis qui travaillait à l'opération Northwood)[réf. nécessaire]. En 1975, Fidel Castro a vigoureusement démenti cette accusation, la jugeant « monstrueuse », à l'occasion d'une visite du sénateur démocrate Georges MacGovern à Cuba. Il se trouve aussi que le jour même de l'assassinat, le journaliste français Jean Daniel s'entretenait à Cuba avec Fidel Castro ; il témoigna par la suite que la nouvelle l'avait profondément affecté. De surcroît, le dirigeant cubain venait juste d'envoyer une lettre à Kennedy acceptant des négociations pour une normalisation des relations américano-cubaines. Le H.S.C.A. a également obtenu confirmation de ces informations et le témoignage direct de Fidel Castro en personne.
Parmi les possibles complices à tout le moins de la dissimulation du complot, on cite J. Edgar Hoover, directeur du FBI, qui aurait pu subir un chantage de la part de la mafia, sous la menace d'une divulgation de son homosexualité dissimulée. Hoover fut ensuite nommé directeur à vie du F.B.I. par Lyndon B. Johnson. Les relations entre le clan Kennedy et J. Egard Hoover restèrent orageuses de 1960 à 1963. Le directeur du F.B.I qui approchait de la limite d'âge légal à son poste et qui risquait d'être remplacé, avait cependant acquis une connaissance approfondie par son réseau d'informateurs des relations entre le président et Judith Camppell, également maitresse du parrain Sam Giancana, et des liens avec la pègre qui avait financé et soutenu son élection, obtenant ainsi un moyen de pression efficace. C'est J. Edgar Hoover qui suggéra la mise en place de la Commission d'enquête gouvernementale ou Commission Warren pour contrer la formation d'une commission d'enquête parlementaire. Ce fut également le F.B.I qui fournit l'ensemble des résultats d'enquête orientant le résultat de l'enquête vers la théorie d'un assassin isolé. Ces résultats furent par la suite critiqués en 1975 par la Commission Church puis par le HSCA pour leur insuffisance et on exploration de l'ensemble des pistes dans l'enquête sur l'assassinat.
Allen Dulles qui devait à Kennedy la perte en novembre 1961 de son poste de directeur de la C.I.A. (à la suite du désastre du débarquement de la baie des Cochons), alors qu'il en était l'incarnation depuis janvier 1953. Dulles, nommé par le Lyndon B. Johnson comme membre de la Commission Warren, aurait dissimulé à la commission les liens de la C.I.A. avec la mafia et les anti-castristes. L'ancien adjoint de Dulles à la C.I.A., le sous-directeur Charles Cabell (limogé en même temps que Dulles), avait pour frère, Earl Cambell, le maire de Dallas. Pour les intérêts financiers américains dans les années 1950 Dulles avait participé à l'étranger au renversement d'hommes d'états régulièrement élus : en 1953 Mossadegh en Iran, en 1954 Jacobo Arbenz au Guatemala ; puis en 1960 à celui de Lumumba au Congo. Les enquêtes ouvertes en 1975 par la commission Church révélèrent qu'un ordre signé par le président Eisenhower le 26 août 1960 prévoyait aussi bien le renversement que l'élimination physique par la CIA du chef d'état africain. Et quelques mois plus tôt le 17 mars 1960 le même président avait signé pour Cuba un décret autorisant la des-tabilisation par la CIA du régime castriste et l'assassinat de plusieurs dirigeants cubains. Quatre mois après l'attentat de Dallas enfin la CIA -en accord avec le président Johnson- faisait renverser un troisième président démocratiquement élu, le Brésilien Joao Goulart, pour le faire remplacer par une dictature militaire.
La théorie d'une mort accidentelle causée par un agent du Service Secret a été mise en avant par l'expert en balistique Howard Donahue, dont les preuves accumulées ont fait l'objet du livre de Bonar Menninger Error: The Shot That Killed JFK paru en 1992, qui émet l'hypothèse que pendant qu'Oswald atteignait le président Kennedy avec deux tirs, le coup fatal aurait été ensuite tiré accidentellement par l'agent George Hickey du Service Secret, qui était assis dans la voiture suivant immédiatement la limousine du président.

## Allégations démenties
Beaucoup de ces allégations sont apparues peu après la parution du rapport de la Commission Warren et étaient en partie basées sur une méconnaissance des faits, méconnaissance alimentée par le secret entourant l'enquête de la commission. D'autres commissions d'enquête ont mené leurs travaux et des décisions de rendre les dossiers publics ont été prises, si bien que beaucoup de ces affirmations ont été infirmées. Elles continuent toutefois d'apparaître à l'appui de certaines hypothèses défendant l'existence d'une conspiration.
La plupart de ces allégations sont incluses dans le film JFK de Oliver Stone.

### Lee Harvey Oswald
- Oswald était au rez-de-chaussée du TSBD et non à l'intérieur du bâtiment, où une photographie le montre regardant le Président passer.

La personne sur la photo incriminée a été identifiée comme étant Billy Lovelady, un travailleur du TSBD qui a témoigné en ce sens,,.
- Oswald était un mauvais tireur.

Les résultats aux tests de tir étaient très satisfaisants et il était classé bon tireur (marksman). Son classement correspondait à la capacité de toucher 8 fois sur 10 une cible de 25 centimètres à 182 mètres (200 yards) (le tir fatal sur le Président a été fait à 82 mètres). Ses résultats au tir se dégradèrent cependant vers la fin de sa carrière militaire, mais, avec un score de 191 le 5 mai 1959, Oswald atteignait encore le niveau bon tireur, alors qu'il envisageait déjà son départ du Corps. Lors de cette séance de tir, Nelson Delgado, la seule personne qui affirma devant la Commission Warren qu'Oswald était un mauvais tireur, avait fait 192. En fait, selon les standards du Corps de Marines, Oswald était un assez bon tireur,,.

### Le Carcano
- Le fusil n'appartenait pas à Oswald.

Selon la commission Warren, le fusil fut acheté par Oswald par correspondance en utilisant un faux nom. Son écriture sur le bon de commande fut identifiée avec certitude. Au moment de son arrestation, Oswald avait sur lui une pièce d'identité avec le nom utilisé pour acheter le fusil. Interrogé sur son identité réelle, il refusa de répondre. Marina a vu son mari s'exercer avec le fusil.
- Les photos montrant Oswald dans son jardin, avec en mains le fusil qui a servi à tuer Kennedy sont fausses, trafiquées pour faire accuser Lee Oswald.

Ces photos ont été authentifiées par le House Select Committee on Assassinations (HSCA), à la fin des années 1970, par un groupe de vingt-deux experts utilisant toutes les techniques offertes par la science (numérisation, agrandissements, mesures, etc.) qui n'étaient pas disponibles en 1964.
Marina, l'épouse d'Oswald, confirma que c'est « elle-même » qui avait pris les photos de Lee Oswald dans le jardin de leur maison. Mais en 1965 peu après la sortie du rapport Warren, Léo Sauvage, correspondant du Figaro à Washington, analysa en fin de livre le chapitre IV intitulé l'assassin et les huit preuves censées démontrer la culpabilité de Lee Harvey Oswald. Il dénonça une forfaiture dans ce « elle-même » qui renvoyait seulement à "Madame Oswald" sans précision du prénom. La locution induisait ainsi le lecteur en erreur. Car Marina témoignait à charge. À propos d'une autre photo de Jack Ruby Marina Oswald se faisait appeler à nouveau« Madame Oswald » transformant le témoin à décharge, Marguerite, en témoin à charge qui avoue bien malgré lui une preuve pour la partie adverse. Dans le chapitre 6, du rapport, relatif à Jack Ruby, Marguerite Oswald, mère et témoin à décharge assurait que Jack Ruby avait manipulé et piégé son fils innocent pour le faire accuser et Marina Oswald, épouse et témoin à charge, assurait au contraire que son mari était coupable. Elles furent plusieurs fois et à juste titre citées distinctement par leur prénom aux pages 364-365 du rapport. Mais à un moment on lit "Madame Oswald" comme étant le témoin à charge qui reconnaissait en 1964 sous serment une photographie présentée par la C.I.A. et le F.B.I. et où ne figurait pas Jack Ruby. En fait le "Madame Oswald" renvoyait à la récente déposition de Marina ; laquelle corroborait simplement ses premiers dires. Mais il fallait de la part de la Commission faire croire, sans mentir ouvertement, que Marguerite s'était rétractée et avouait s'être trompée en novembre 1963 sur la photo de Jack Ruby .
Léo Sauvage avait déjà constaté un fait analogue destiné à faire croire que la famille de Lee Havey Oswald était correctement défendue dans le chapitre XVI, intitulé "Oswald et la vérité". Cette phrase, "Cette procédure a eu le consentement de l'avocat de Madame Oswald", le démontrerait. Cet avocat ne pouvait être que John Thornton qui défendait Marina, veuve-témoin à charge et non Marguerite témoin à décharge. Or l'avocat de cette dernière, Mark Lane, se plaignait au contraire au nom des droits de la défense de sa cliente et postmortem de son fils, d'être systématiquement écarté de la procédure et de se voir refuser toute confrontation avec Marina . Léo Sauvage explique par ailleurs qu'il n'est pas juridiquement ni moralement acceptable de considérer une épouse comme une représentante des intérêts du mari .
- Les policiers n'ont pas vérifié si le fusil avait tiré ce jour-là.

Un tel test n'existe pas.
Cependant, selon la police de Dallas et les experts qui examinèrent l'arme, la culasse était légèrement rouillée et le système de visée déréglé. La commission Warren affirma que cette dernière caractéristique pouvait avoir favorisé la réussite d'Oswald.
La falsification voulue par la commission Warren entre les deux dames Oswald.
L'idée d'une falsification délibérée sur la base d'une dissimulation du prénom de l'épouse Marina doit être corrigée. Elle semble provenir d'une erreur de traduction de l'anglais. En verion originale il ne faut pas lire dans la préface du rapport, "l'avocat de Madame Oswald" (Mrs Oswald), mais "l'avocat de la veuve d'Oswald" ("Oswald's widow"). Le lecteur comprend q'ils'agit d'un lien par alliance et qu'il ne peut s'agir de Marguerite Oswald ; même si celle-ci était également veuve. Pour autant le prénom, Marina, ne figurait pas à un autre endroit de la préface -ce qu'aurait exigé toute procédure juridique-, Cela permet de réduire Marina Oswald à son statut, lui-même fort discutable et de faire oublier, aux yeux du lecteur averti, que les droits de la veuve sont ceux du témoin à charge.

### Blessures de Kennedy
- Les blessures de Kennedy ont été modifiées ou maquillées.

Cette thèse suppose que le corps de Kennedy a été retiré du cercueil dans lequel il avait été mis à Dallas, sans que son épouse, le nouveau président Lyndon Johnson, ou quiconque de son entourage ne s'en aperçoive, tout cela dans l'avion présidentiel et alors qu'à aucun moment, le corps de Kennedy n'a été laissé seul,,.
- Les photos et les radios de l'autopsie du Président ont été maquillées.

Les experts du HSCA ont examiné les photos et les radios, et bien qu'ils aient émis des réserves sur la façon dont l'autopsie avait été conduite, c'est-à-dire sous la conduite des autorités militaires et par des médecins avec une faible pratique des autopsies, ils ont confirmé que les photos et les radios étaient authentiques.
Cependant, le photographe Stringer présent à l'autopsie, a déclaré dès 1966, lors du contrôle du dossier aux archives, que certains clichés pris par lui n'étaient pas présents et que d'autres n'étaient pas de lui. Le HSCA constata également la disparition de nombreuses photos dont notamment celles du torse du président. Il faut également signaler la disparition des archives nationales du cerveau du président constaté en 1971 par le docteur Cyril Wecht.

### Le film de Zapruder
- Le film de Zapruder a été truqué

Aucun élément solide n'a jamais pu être apporté à l'appui de cette thèse. Par contre, une analyse des images capturées par le film entre les perforations de celui-ci a démontré son authenticité,.
En 1967, lorsque Jim Garrison, Procureur de la Nouvelle-Orléans, oblige judiciairement le magazine Life, propriétaire du film, à le lui remettre pour les besoins du procès Shaw, il est constaté que deux images, celles représentant le tir fatal à la tête, ont été inversées. Des rumeurs laisse entendre que le FBI les a volontairement inversées afin de dissimuler que l'origine de ce tir était de face et ne provenait donc pas du TSBD. Edgar Hoover, directeur du FBI, invoquera une erreur lors du remontage du film.
Toutefois, en 1976, le chercheur Paul Hoch découvrit un document déclassifié de la CIA en vertu de la Loi pour la liberté d'information ou Freedom Of Information Act Release de 1966 : l'item 450. Ce document original, non daté, indique que le National Photo Interpretation Center (Suitland, Maryland), centre de traitement photo de la CIA, a eu une version du film de Zapruder et a procédé à une série d'analyses.

### Les complices
- Une personne ayant une crise d'épilepsie détourna l'attention des services de sécurité et disparut avant d'être admise à l'hôpital.

L'homme ayant eu la crise d'épilepsie, et qui témoigna en 1964 devant la Commission Warren, fut emmené à l'hôpital Parkland par ambulance (il avait encore le reçu du paiement de l'ambulance en 1964), et quitta l'hôpital avant d'être enregistré après avoir reçu un verre d'eau et une aspirine et s'être rendu compte qu'il ne serait pas traité avant un moment,.
- Un homme mystérieux avec un parapluie donna un signal, sans doute aux tireurs.

Des témoins affirment qu'un homme ouvrit son parapluie au passage du cortège présidentiel, acte étrange car il faisait très beau temps sur Dallas. L'Homme au parapluie (en) (Umbrella Man) a été identifié. Un homme, Louie Steven Witt, témoigna devant le HSCA, s'accusant d'être cet homme. Son parapluie et les signaux s'adressaient au président Kennedy. Il s'agissait, selon lui, d'un subtil rappel des positions politiques du père du Président, Joseph Kennedy qui, en tant qu'ambassadeur des États-Unis au Royaume-Uni, avait soutenu le Premier ministre britannique Neville Chamberlain (surnommé « l'homme au parapluie » car il portait souvent cet accessoire) signant les accords de Munich,,.
- De mystérieux clochards fort bien habillés ont été arrêtés sur les lieux de l'assassinat et ont ensuite disparu.

Les clochards, d'authentiques sans-abri, avaient reçu la veille des vêtements à l'équivalent local de l'Armée du Salut et ont été identifiés,.

### Les morts suspectes
- David Ferrie, un des suspects de Jim Garrison, a été tué ou s'est suicidé.

Ferrie est mort d'un anévrisme cérébral. Cependant, l'assistant de Jim Garrison, Lou Ivon, a déclaré que Ferrie l'a appelé le lendemain de la fuite dans la presse de l'enquête de Garrison et lui aurai dit "Vous savez ce que cette histoire me fait, n'est-ce pas. Je suis un homme mort. À partir de maintenant, croyez-moi, je suis un homme mort."
- Les témoins clé ont été assassinés.

La plupart des décès consignés comme suspects concernent des gens qui n'ont pas de lien clair ou un lien ténu avec l'assassinat et la plupart des morts considérées ont des causes anodines, tel que l'âge, la maladie ou des accidents,,,.
Parmi les morts violentes de personnes liées directement à l'affaire, on peut noter celle de :
- Elidio Del Valle : ami de Ferrie, il fut retrouvé tué par arme à feu et à coups de machette en mars 1967, quelques heures après la mort de ce dernier[71].
- Robert Craig: shérif adjoint à la police de Dallas, il témoigna avoir vu Lee Harvey Oswald sortir par l'arrière du TSBD et partir dans un véhicule break de couleur claire le 22 novembre 1963. Après avoir été contraint de démissionner de la police, il échappa à plusieurs tentatives d'assassinat en 1967, 1973, 1974 et 1975. Il fut retrouvé mort par arme à feu le 15 mai 1975[72].
- Georges DeMorenchild : il décéda par un coup de fusil le jour même de son audition par le HSCA en 1977. Il fut estimé qu'il s'était suicidé[71].

Parmi les personnes liées à l'histoire des Kennedy, il est nécessaire de citer :
Lors de l'enquête du Comité Church ou Select Committee on Intelligence Activities (comité d'enquête sur les activités illégales des services secrets) :
- Sam Giacana : parrain de la mafia de Chicago. Il fut assassiné par balles le 19 juin 1975 à son domicile, quelques jours avant son audition devant le comité Church, qui enquêtait sur les activités illégales de la C.I.A avec le crime organisé[73]. Sa maison était alors placée sous surveillance du F.B.I[74]. Il est confirmé que Sam Giacana a contribué à l'élection de John Fitzerald Kennedy, notamment par le biais de Skinny d'Amato dans la région de Chicago et en achetant les voix dans les États de l'Illinois et du Texas[75]. En outre, ils eurent comme maîtresse en commun Judith Campbell, présentée au président par Frank Sinatra[75]. L'ensemble de ses informations furent vérifiées dans les années 1970, lors de la parution de la biographie de Judith Campbell :"My story", paru en 1977 et de l'ouverture des archives du F.B.I[75].
- John Roselli : parrain de Las Vegas. Il avait témoigné le 24 juin et le 22 septembre 1975 devant le Senate Select Committee on Intelligence (SSCIA) sur l'opération Mongoose, opération de la CIA visant à l'élimination de Fidel Castro à l'aide de la Mafia. Il fut appelé à témoigner à nouveau le 23 avril 1976 sur l'assassinat de John Fitzerald Kennedy. Rappelé 3 mois plus tard pour un nouveau témoignage, il ne comparut pas. Le 9 août 1976, son corps fut retrouvé flottant dans un baril de pétrole dans l'Hudson River.
- Lee Bowers : employé de la Union Terminal Co. railyard depuis quinze ans. Au moment de l'attentat, il se trouvait à son poste, en haut d'une petite tour dominant les voies et donnant une bonne vue sur le Grassy Knoll, distant d'environ cinquante mètres. Il indiqua à l'enquêteur de la commission Warren, n'avoir vu personne près de la barrière en bois mais que quatre personnes, dont deux portant des uniformes de police se trouvaient non loin et ajouta qu'il connaissait l'un des policiers. Deux ans plus tard, devant Mark Lane, un enquêteur indépendant, il précise que dans les minutes précédant l'attentat, plusieurs véhicules sont venus sur le parking situé derrière le TSBD, comme pour l'inspecter, au moins l'un des occupants semblant discuter à la radio. Au moment des tirs, son regard s'est porté du côté de la palissade après que quelque chose, un éclair ou un nuage de fumée, ait attiré son attention. Il décède d'un accident de la route l'année suivante. Il succomba quatre heures après l'accident après avoir déclaré aux ambulanciers qu'il pensait avoir été drogué après avoir bu un café dans un restaurant routier.

En revanche, il y a eu, à la lecture du HSCA, en rapport direct avec l'affaire quatre assassinats, dont trois considérés longtemps comme « morts suspectes » :
- Lee Harvey Oswald fut assassiné le 24 novembre 1963 par Jack Ruby. De ce fait il ne put jamais être jugé.
- Jack Ruby décéda officiellement en prison, d'une embolie pulmonaire, trois ans plus tard, le 3 janvier 1967 et ne put de ce fait être rejugé en appel de sa condamnation à mort. Il avait au moins une fois avant son premier procès sous-entendu des menaces pesant sur lui de la part de gens qui voulaient empêcher la vérité d'éclater. La brusque dégradation de son état de santé intervient début décembre 1966, deux mois après l'arrêt de la cour d'appel du Texas requérant, le 5 octobre 1966, un nouveau procès. La cour estimait que la passion avait marqué les jurés de Dallas et que Ruby devait être rejugé dans une autre ville. Il avait 55 ans.
- Entre-temps la journaliste, Dorothy Killgalen décéda brusquement à son domicile de Manhattan, le 8 novembre 1965, pour avoir pris une boisson alcoolisée mélangée à un barbiturique. Elle avait 52 ans. Elle interviewa Ruby en mars 1964 et obtint en juin une copie de sa déposition devant la commission Warren. Très critique à l'égard du rapport Warren à sa sortie, en novembre 1964, elle publia le 3 septembre 1965 en ce sens un dernier article sur le sujet. En 2007, Vincent Buglosi, journaliste hostile aux théories « conspirationnistes », lui consacre deux pages de son livre et remarque qu'il s'agit peut-être de la mort la plus frappante et mystérieuse invoquée par les chercheurs sur l'assassinat de Kennedy.
- Fut également assassinée son amie, très liée aux Kennedy, Florence Smith le surlendemain 10. On la croyait morte d'une hémorragie cérébrale.

On doit aussi citer Hale Boggs, ancien membre de la commisssion Warren, disparu en avion en Alaska à l'âge de 58 ans (1914-1972) qui depuis quelques années critiquait les conclusions du rapport qu'il avait pourtant signé en septembre 1964 : d'après lui il n'y avait pas eu de tireur unique.

### Divers signes de complot
- Le parcours du cortège aurait été modifié au dernier moment pour permettre l'assassinat.

Inexact : le parcours a été rendu public plusieurs jours avant le 22 novembre et n'a pas varié. En fait, ce parcours, c'est-à-dire le détour par Dealey Plaza incriminé, était le plus logique pour se rendre au Trade Mart où devait avoir lieu le déjeuner, car la voie d'accès vers le Trade Mart aurait été très malaisément atteinte si la limousine était restée sur Main Street.
Cependant, il est exact que le parcours choisi ne respectait pas les règles de sécurité du Secret Service. En 1963, ce dernier ne tolérait pas les virages de plus de 90°. Le virage dans Elm Street faisait plus de 120°, ce qui obligea la limousine présidentielle à ralentir, rendant ses passagers plus vulnérables à des tirs.
En outre, une unité spéciale de l'armée, cantonnée au Texas et dont la mission était de compléter le dispositif de sécurité fut laissée au repos. Enfin, les mesures de sécurité, d'ordinaire très draconiennes (tireurs sur les toits, fenêtres aux abords du parcours fermées, présence de forces de l'ordre tout au long du parcours) n'ont pas été respectées malgré les nombreuses menaces reçues par les police fédérale et municipale.
- Un journal de Nouvelle-Zélande donne des détails sur Oswald avant même qu'il soit inculpé.

Ce qui est parfaitement exact. Il s'agit du journal le Christchurch Star. Publié dans le courant de l'après-midi (après 14 heures), le journal a donc bien été publié plusieurs heures après qu'Oswald eut été arrêté.
Selon le Christchurch Star, en termes de temps néo-zélandais, Kennedy a été assassiné à 7 h 30 am, Oswald arrêté vers 8 h 50, la presse étant au courant à 10 heures,,.
Toutefois, le Cristchurch Star a publié son édition avant Midi (12h00) le 22 novembre 1963, fuseau horaire de Nouvelle-Zélande. Il était alors 17h00 à Dallas - fuseau américain. Lee Harvey Oswald était en état d'arrestation depuis environ un peu plus de trois heures mais il n'était pas encore inculpé du meurtre de John F. Kennedy ni de celui de J.D Tippit. Son inculpation pour ses deux meurtres fut connue officiellement uniquement le 22 novembre à 22H00 et le 23 novembre 1963 à 00h30.
Donc, comment une biographie d'Oswald très détaillée, relatant son voyage en URSS à Minsk, a pu être publiée si rapidement en moins de 3 heures ? En outre, l'auteur de cette biographie minutieuse diffusée à la presse est toujours inconnu à ce jour. Sur le site du journal (où on peut télécharger le fac-similé de l'édition du 23/11 1963, jour de Nouvelle-Zélande, est très clairement expliqué comme le journal recevait ses infos (par téléscripteur), comment il disposait d'archives (le New York Times et le Washington Post avaient rapporté en 1959 le départ d'Oswald en URSS, puis avaient fait un papier lors de son retour ; un journal de Dallas avait publié sa photo) ; rien de bien mystérieux donc...
- Les étuis de munition retrouvés au 5e étage du TSBD étaient soigneusement alignés sur le bord de la fenêtre.

C'est inexact. Les douilles étaient éparpillées sur le sol comme il est montré par une photo prise dans les secondes qui suivirent cette découverte.
Cependant, elles étaient orientées dans la même direction ce qui n'aurait pas forcément été le cas dans le cadre d'un tir rapide. En effet, les douilles sont éjectées rapidement entre chaque tir manuellement par le tireur.

### L'implication limitée du vice-président Johnson
Johnson ne partageait pas du tout les préjugés racistes et ultra-conservateurs de l'extrême droite sudiste et texane. Un chercheur, Thomas Buchanan, dans une interview à l'Express et dans son livre Les Assassins du Président, a rejeté d'emblée l'hypothèse d'un crime provoqué par les partisans de la ségrégation raciale ; du fait de la communauté de vue antiraciste entre Kennedy et Johnson . Au contraire peu après la mort du Président il accentue la politique antiségrégationniste et sociale de Kennedy avec la guerre contre la pauvreté lancée le 8 janvier 1964, six mois plus tard le 4 juillet la Grande société de Johnson, Civil Rights Act. L'historien des États-Unis, Pierre Mélandri, a souligné les succès législatifs déségrégationnistes en 1964 de Johnson dans un domaine ou Kennedy s'était montré "très décevant" ".

### Documents audiovisuels

#### Documentaires
- Affaires criminelles : l'assassinat de John F. Kennedy, raconté par Yves Rénier, éd. Marshall Cavendish.
- JFK, autopsie d'un complot, documentaire de William Reymond et Bernard Nicolas, France, 2003.

#### Films
- I... comme Icare, film réalisé par Henri Verneuil, 1979.
- JFK, film réalisé par Oliver Stone, 1991.
- Parkland, film réalisé par Peter Landesman, 2013.